# Max Wiessner
Max Ernst Wiessner (* 29. März 1885 in Sachsenburg (Frankenberg); † 12. Februar 1946 im Speziallager Nr. 9 Fünfeichen) war ein deutscher Zeitungsverleger.

## Leben
Als Sohn eines Gutsbesitzers geboren, studierte Wiessner nach dem Besuch des Realgymnasiums in Freiberg Naturgeschichte, Geschichte und Volkswirtschaft in Berlin. Während seines Studiums wurde er 1904 Mitglied der Burschenschaft Gothia Charlottenburg, später 1926 der Burschenschaft Hansea Hamburg und 1934 der Burschenschaft Neogermania Berlin. 
Wiesner war langjähriger Vorsitzender des Jugendvereins „Eugen Richter“, der der Fortschrittlichen Volkspartei nahestand. Als solcher leitete er 1919 die Gründungsversammlung des Reichsbundes demokratischer Jugendvereine, der der Deutschen Demokratischen Partei nahestand, und der sich später in Reichsbund der Deutschen Jungdemokraten umbenannte. Nach Gründung des Reichsbundes war er ein Jahr lang dessen Vorsitzender.
Nach seinem Studium war er als Journalist und Privatsekretär tätig, später als politischer Redakteur der Freisinnigen Zeitung und 15 Jahre lang in der Berliner Redaktion der Frankfurter Zeitung, die er auch in der Weimarer Nationalversammlung vertrat. Von 1920 bis 1921 leitete er das Berliner Büro des Hamburger Fremdenblattes und wurde dann Verlagsdirektor in dessen Zentrale in Hamburg. 1924 wurde er Teilhaber und Geschäftsführer der Hamburger Fremdenblatt, Broschek und Co. mbh.
Im Ersten Weltkrieg war er im Pressedezernat im Reichsamt des Innern tätig. 1923 wurde er von Gustav Stresemann zum Ministerialdirektor der Presseabteilung der Reichsregierung berufen. Bei der Konferenz von Genua begleitete er Walther Rathenau in politischer Spezialmission. 1924 wurde er Vorsitzender des Arbeitgeberverbandes des deutschen Zeitungsgewerbes, Landesverband Hamburg. 1929 wurde er Vorsitzender der deutschen Akademischen Auslandsstelle der Universität Hamburg.
Aufgrund eines Auftrages von Walther Funk erstellte er ein Wirtschaftsgutachten über den sich im Besitz der jüdischen Familie Ullstein befindlichen Ullstein Verlag, mit dessen Hilfe dieser enteignet und ab 1937 als Deutscher Verlag weitergeführt wurde. Für diesen war Wiessner tätig, 1945 als Betriebsführer.
Wiessner gehörte keiner Partei an und war Mitglied einer Freimaurerloge.

## Ehrungen
- 1929: Ehrenmünze der Universität Hamburg wegen seiner Verdienste für den Austausch deutscher und ausländischer Studenten.